# Santiago Benadava
Santiago Benadava Cattan (Rancagua, 20 de junio de 1931 - Santiago de Chile, 1 de febrero de 2004) fue un abogado y diplomático chileno de origen judío de destacada trayectoria. Se desempeñó como Embajador de Chile en Israel entre 1980-1983 y 1987-1990.

## Biografía
En 1955, se tituló de abogado en la Universidad de Chile. Como becario Fullbright 1958 continuó sus estudios en las Universidades de Carolina del Norte, en Estados Unidos y en la Academia de Derecho Internacional de La Haya
Fue profesor de la cátedra de Derecho Internacional Público, director del Departamento de Derecho internacional de la Facultad de Derecho de la Universidad de Chile, presidente de la Sociedad Chilena de Derecho Internacional, profesor de la Academia Diplomática de Chile y del Instituto Superior de Carabineros, experto en Derecho Internacional.
Se desempeñó en las embajadas chilenas en La Haya, Londres, Varsovia, Viena y Quito Fue embajador chileno en Israel. Participó en las delegaciones de Chile en las conferencias de Naciones Unidas sobre el Nuevo Derecho del mar. En 1977 renunció al Ministerio de Relaciones Exteriores, pero debió volver rápidamente en 1978, cuando Argentina se negó a reconocer el Laudo Arbitral de 1977 y comenzaron las Negociaciones directas entre Chile y Argentina por el Conflicto del Beagle. Fue miembro de la delegación chilena en Roma durante la Mediación papal en el conflicto del Beagle entre 1979 y 1984, que culminó con el Tratado de paz y amistad entre Chile y Argentina de 1984.
Representó a Chile ante la Comisión Binacional de Cooperación Económica e integración Física y en septiembre de 1985 integró la Comisión Permanente de Conciliación Argentino-Chilena, durante casi seis años. En marzo de 1990, fue nombrado secretario Ejecutivo de la Secretaría de Cooperación e Integración con Argentina.
En 1998 fue enviado por el gobierno de Eduardo Frei Ruiz-Tagle a Londres en calidad de embajador especial de Chile con la delegación chilena durante la detención de Augusto Pinochet, con el objetivo de estudiar la solicitud de extradición formulada por el gobierno español en contra de este.
Hasta enero de 2000 fue miembro del Tribunal Calificador de Elecciones de Chile.
Sus restos mortales descansan en el Cementerio Sefardita, al lado del Cementerio General de Santiago de Chile.

## Obras
Entre sus obras escritas se cuentan:
- "Crímenes Y Casos Célebres", LexisNexis, 2003
- "Derecho Internacional Público", Editorial Jurídica ConoSur, 1999
- "Recuerdos De La Mediación Pontificia Entre Chile Y Argentina, 1978-1985", Editorial Universitaria, 1999
- "Nuevos Enfoques Del Derecho Internacional" (Santiago Benadava y Avelino Leon Steffens), Editorial Jurídica de Chile, 1992

En Rancagua, su ciudad natal, la Biblioteca Pública N°251 "Santiago Benadava Cattan" (enlace roto disponible en Internet Archive; véase el historial, la primera versión y la última). lleva su nombre.